# Nino Burjanadze
Nino Burdjanadze (georgiano: ნინო ბურჯანაძე; russo: Нино́ Бурджана́дзе; Kutaisi, 16 de julho de 1964) é uma jurista e política georgiana, ex-presidente de seu país. Tendo governado, de 2004 até 2005 e 2007 até 2008.

## Estudos
Burdjanadze nasceu em Kutaisi, filha de Anzor Burdjanadze. Graduou-se em 1986 na Faculdade de Direito da Universidade Estatal de Tbilisi (TSU) e estudou na Universidade Estatal de Moscou entre 1986 e 1989, onde doutorou-se em Direito Internacional em 1990.

## Atividades acadêmicas
Desde 1991 é professora associada na Faculdade de Direito Internacional na TSU. Destaca-se por sua postura pró-ocidental e já se manifestou pela integração da Geórgia à União Europeia e à OTAN.[carece de fontes?]
Sua postura lhe trouxe diversas críticas por parte de colegas nacionais e também estrangeiros, especialmente da Rússia. A principal crítica é sua insistente postura favorável ao Ocidente, que em momento algum da história teria tido proximidade com a Geórgia.[carece de fontes?]

## Cargos políticos

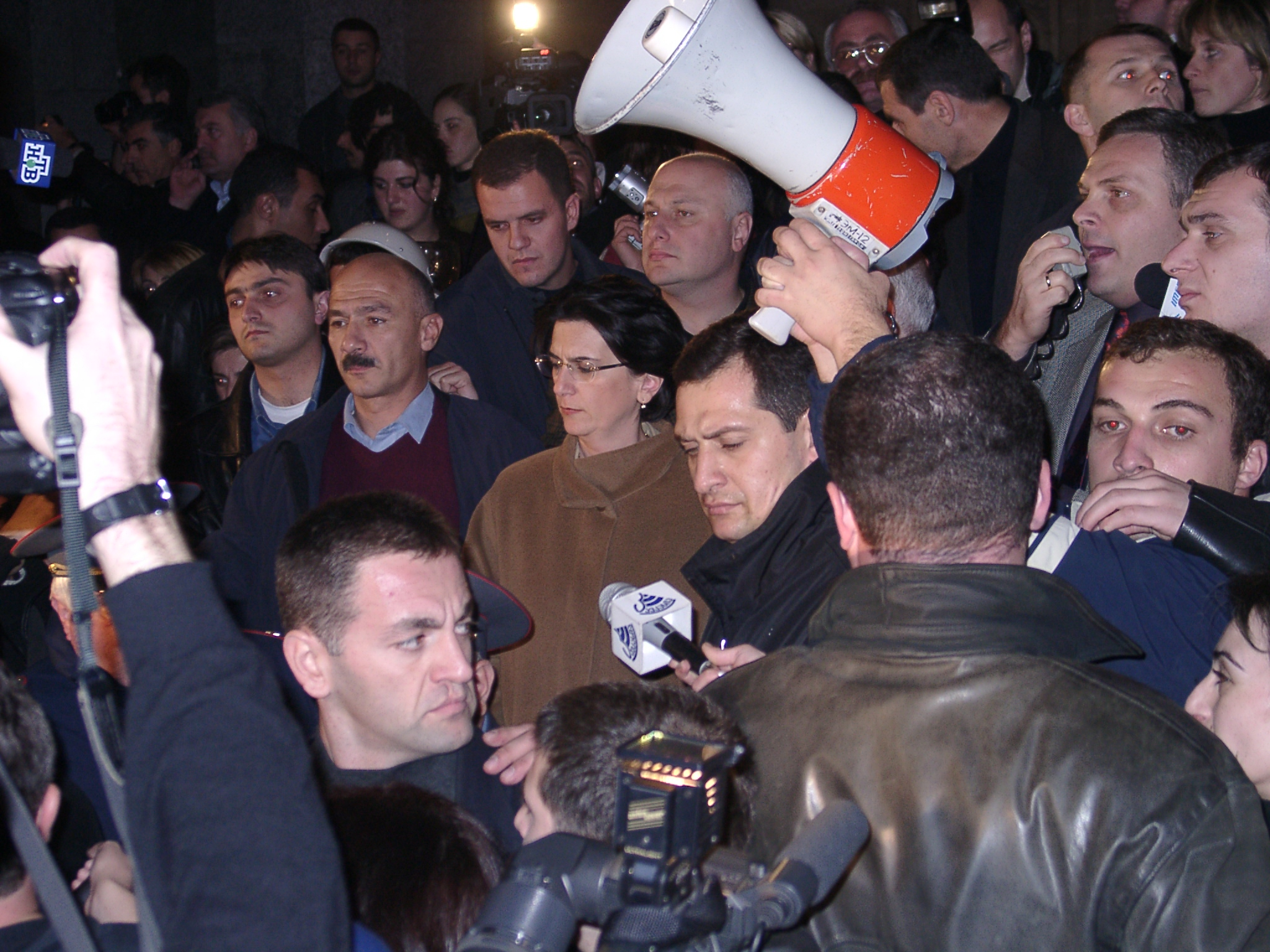
Líderes da Revolução Rosa

Como parlamentar e líder da oposição, em 2003 encabeçou uma onda de críticas que levou o país a uma severa crise institucional, a qual desencadeou a renúncia de alguns funcionários e a reestruturação de algumas instituições. O conflito se resolveu parcialmente por meio do diálogo proposto pelo governo. Esse conflito é conhecido como Revolução Rosa.
Foi Presidente da Geórgia entre 23 de novembro de 2004 e 25 de janeiro de 2005, depois da renúncia de Eduard Shevardnadze. Em 2006, seu partido ganhou a presidência com 96% dos votos, dando seguimento às políticas do período governado por Burdjanadze.
Sua principal missão na presidência foi pacificar o país, uma vez que a renúncia do Shevardnadze desencadeou diversos protestos e reações policiais que espalharam pânico e ressentimento na sociedade.
Após a eleição de Mikheil Saakashvili para presidente, Burdjanadze retomou a presidência do parlamento georgiano.